# Edward Wells
Edward Wells (26 de julho de 1915 – 4 de novembro de 2005) foi um piloto que serviu na Força Aérea Real da Nova Zelândia. 
No momento em que Wells se juntou ao Esquadrão Nº 266, ele havia acabado de ser retirado de Hornchurch e estava em processo de mudança para o modelo mais recente do Spitfire. Também voou patrulhas sobre Londres e Duxford. Wells ficou apenas com o Esquadrão Nº 266 por um mês antes de ser enviado para o Esquadrão Nº 41 em 2 de outubro, saindo de Hornchurch. Como parte do Grupo No. 11, este foi um posto muito mais ativo e o esquadrão foi repetidamente mexido para atender aos ataques alemães. Em seu segundo dia com o esquadrão, seu Spitfire foi seriamente danificado em um encontro com Messerschmitt Bf 109s. Em um compromisso em 7 de outubro, ele teve uma participação em um Dornier 215, junto com vários outros pilotos. Durante os estágios posteriores da Batalha da Grã-Bretanha, ele abateu um Bf 109 perto de Boulogne em 17 de outubro e outro como provável em 29 de outubro. Um outro Bf 109 foi confirmado como destruído em 2 de novembro.